# Yttre Moåtjärnen
Yttre Moåtjärnen är en sjö i Kalix kommun i Norrbotten och ingår i Töreälvens huvudavrinningsområde.